# Testi Sufi
I testi sufi sono i testi scritti dai sufiti.

## ʿAbd al-Qādir al-Gilānī
1. Sirr al-asrār (Il segreto dei segreti)
2. Futūḥ al-ghayb (La rivelazione dell'occulto)
3. Ghunyat al-talibīn (Wealth for Seekers)
4. Al-Fatḥ rabbānī (The Endowment of Divine Grace)

## Muḥyi al-Dīn Ibn ʿArabī
1. Futūḥāt al-Makkiyya (Le rivelazioni meccane). Traduzione in inglese di due capitoli delle Futūḥāt tradotte da William Chittick è disponibile qui:
2. Fuṣūṣ al-ḥikam (Bezels of Wisdom). Una vecchia traduzione in inglese qui:  Archiviato il 6 ottobre 2010 in Internet Archive.
3. Ittiḥād al-kawn (L'unione dell'Essere)
4. Mishkat al-anwār (La sapienza dei profeti) a cura di Titus Burckhardt, ed. Mediterranee
5. Ibn ʿArabī - Shorter Texts Overview at:
6. ...(L'interprete delle passioni) ed. Il Leone verde
7. ...(Il mistero dei custodi del mondo) ed. Il Leone verde
8. ...(Il libro del Sé divino) ed. Il Leone verde

## Shams Tabrizi
1. Io e Rūmī

## Jalāl al-Dīn Rūmī
1. Masnavi-ye Maʿnavi (Mathnawi. Il poema del misticismo universale)
2. Dīvān-i Shams-i Tabrīzī
3. Fīhi mā fīhi
4. Majālis-i Sabʿa

## Manṣūr al-Ḥallāj
1. Kitab al-Tawasin(Cristo dell'Islam. Scritti mistici)
2. Diwan(Diwan)

## Al-Ghazali
1. Iḥyāʾ ʿulūm al-dīn (La rivivificazione delle scienze religiose)Arabic
2. Kimiya-yi saʿāda (La chimica della felicità)Persian vol1,vol2.English
3. Mishkat al-anwar (La nicchia delle Luci)
4. Mīzān al-ʿamal (La bilancia dell'azione)Arabic,English 2 chapters
5. Makashafat al-Qulūb (Le meraviglie del cuore)
6. Al-Munqidh min al-Dalal (Rescuer from Misguidance)Arabic,

## Data Ganj Baksh (o Hujwiri)
1. Kashf al-Maḥjūb (Unveiling the Veiled)

## Farīd al-Dīn ʿAṭṭār
1. Manṭiq al-ṭayr (Il linguaggio degli uccelli), lett. "La logica degli uccelli".
2. Asrār nāmeh (Il codice dei segreti)
3. Tadkhīrat al-awliyāʾ (Biografie di santi [sufi])
4. Elahi Nameh
5. Musībat Nāmeh

## Bulleh Shah
1. Kafi

## Ḥāfeẓ-e Shīrāzī
- Dīvān-e Ḥāfeẓ (Il canzoniere di Ḥāfeẓ)

## Saʿdī
1. Gōlestān (Il roseto) di Saʿdī-e Shīrāzī
2. Busṭān (Il frutteto) di Saʿdī-e Shīrāzī

## Ibn 'Ata Allah
1. The Key to Salvation: A Sufi Manual of Invocation (Miftah al-Falah)
2. Fuṣūṣ al-ḥikam (massime o aforismi)

## Khwaja Farid
1. Dewan-e-Farid  (Poesia siraiki)
2. Dewan-e-Farid  (Poesia urdu)
3. Manaqab-e Mehbūbiyya (Prosa persiana -Biografia di suo padre; tradotta in urdu da Mujahid Jatoi)
4. Fawaid Faridia (Persian prose)

## Muhammad al-Jazuli
1. Dala'il al-Khairat

## Riaz Ahmed Gohar Shahi
1. Din-e Ilahi (La religione di Dio)
2. Rūḥānī Safar (Viaggio spirituale)
3. Manarat-e Nur (Minareto di Luce)
4. Roshnash (An Induction)
5. Tuḥfat al-Majālis (Il dono della assemblee)
6. Turyaq-e Qalb (Cura per il cuore)

## Muhammad Tahir ul-Qadri
- “Dalāʾil al-barakāt” (10.000 Durūd e ṣalawāt in lode del santo Profeta Muhammad, scritte nello stile del ben noto Dalāʾil al-khayrāt dell'Imam Jazuli, scritte circa 1.000 anni fa),
- Al-Fuyūzāt al-Muḥammadiyya
- Salat-o Suʾril Qurʾān ʿalā Sayyed-e Walad-e Adnan
- Asmāʾ-o ḥāmil l-liwāʾ murattabat-e ʿala ḥurūf al-Hijae
- Ahsan al-mawrid fi salat al-Mawlid